# دومنیک باتنای
دومنیک باتنای (به فرانسوی: Dominique Bathenay) بازیکن فوتبال و مدافع اهل فرانسه است که از سال ۱۹۷۵ تا ۱۹۸۲ میلادی عضو تیم ملی فوتبال فرانسه بوده‌است. وی در ۲۰ بازی ملی حضور داشته است و در بازی‌های ملی‌اش ۴ گل به ثمر رساند.